# 三谷八郎
三谷 八郎（みたに はちろう、1905年3月27日 - 1956年10月12日）は日本の野球選手、野球監督、プロ野球審判員。1941年から1942年途中まで、南海軍（現・福岡ソフトバンクホークス）の監督を務めた。

## 経歴
神戸市立第一神港商業学校（現・神戸市立神港橘高等学校）、慶應義塾大学出身。慶應義塾大学の野球部では、三塁手として活躍した。
大学卒業後の1936年から1939年まで甲子園大会の審判員を務め、1941年に南海の監督に就任。1941年秋、1942年春こそ巨人と優勝争いを繰り広げたものの、1942年夏にエースの神田武夫の病状が悪化すると、チーム成績も悪化。1942年7月20日に成績不振を理由に解任された（代理監督は岩本義行）。1948年からは審判員となった。1950年よりセ・リーグに所属し1953年まで務めた。通算の審判出場試合数は485試合。
のちサンケイスポーツの評論家として活動した。
1956年10月12日、胃腸症患のため阪大附属病院で死去。51歳没。
1942年春、目の前にぶら下がっている優勝に目がくらんでしまい、すでに病状が悪化していた神田を酷使したことについては、晩年まで「私が神田を早生させてしまった」と悔やんでいたという。

## 監督成績
1942年はシーズン途中の7月20日に退任。表はシーズン通算のものであることに留意。
| 年度      | 球団      | 順 位     | 試 合 | 勝利 | 敗戦 | 引分 | 勝率 | ゲ｜ム差 |
| --------- | --------- | --------- | ----- | ---- | ---- | ---- | ---- | -------- |
| 1941      | 南海      | 4位       | 84    | 43   | 41   | 0    | .512 | 19.0     |
| 1942      | 南海      | 6位       | 105   | 49   | 56   | 0    | .467 | 26.5     |
| 通算：2年 | 通算：2年 | 通算：2年 | 189   | 92   | 97   | 0    | .487 |          |